# تشوي دونج-وون
تشوي دونج-وون (هانغل: 최동원) هو لاعب كرة قاعدة كوري الجنوبي، ولد في 24 مايو 1958 في بوسان في كوريا الجنوبية، وتوفي في 14 سبتمبر 2011 في غويانغ في كوريا الجنوبية بسبب سرطان القولون.

## وصلات خارجية
- تشوي دونج-وون على موقع دوري كوريا الجنوبية لكرة القاعدة (الإنجليزية)
- تشوي دونج-وون على موقع دوري كوريا الجنوبية لكرة القاعدة (الإنجليزية)
- تشوي دونج-وون على موقعبيزبول رفرنس.كوم (الدوري الثانوي) (الإنجليزية)